# Mas d'Aulari
El Mas d'Aulari, de vegades grafiat en els mapes Mas d'Olarri, era una masia del poble del Pont d'Orrit, de l'antic terme de Sapeira, pertanyent actualment al municipi de Tremp.
Està situat en el sector nord del Pont d'Orrit, a prop -a sota i al sud-oest- dels Masos de Tamúrcia. El mas antic és en ruïnes, però un xic més amunt i al nord ha estat bastit el Mas Nou d'Aulari, actualment en ús.
És a llevant del Mas de Ferràs i a ponent de la Font de Meravera. Tots dos masos són al peu de la pista de la Torre de Tamúrcia.